# قشلاق نوروزلو
قشلاق‌ نوروزلو هي قرية في مقاطعة مياندوآب، إيران. يقدر عدد سكانها بـ 418 نسمة بحسب إحصاء 2016.